# Dave Smith (mérnök)
David Joseph Smith (San Francisco, 1950. április 2. – Detroit, 2022. május 31.) amerikai mérnök, a Sequential szintetizátorgyártó cég alapítója. Smith hozta létre az első kereskedelmi forgalomban kapható polifónikus és mikroprocesszor-vezérelt szintetizátort, a Prophet-5-öt, amely kiemelkedő hatással bírt a zeneiparra. A MIDI fejlesztésében is vezető szerepet töltött be, amely a legelterjedtebb szabványos interfészprotokollá vált, amit elektronikus hangszerekhez és professzionális hangtechnikai berendezésekhez használnak.
2005-ben Smith bekerült a Mix Foundation TECnology (Technical Excellence and Creativity) Hírességek Csarnokába a MIDI specifikáció kidolgozásának elismeréseként. 2013-ban pedig ő és a Roland alapítója és vezérigazgatója, Kakehasi Ikutaró (梯 郁太郎; Hepburn: Kakehashi Ikutarō) Technikai Grammy-díjat kaptak a MIDI technológia kifejlesztéséhez való hozzájárulásukért.

## Életútja
Dave Smith 1950. április 2-án született San Franciscoban. A Berkeley Egyetemen szerzett számítástechnikai és villamosmérnöki diplomákat.

### Sequential Circuits és a Prophet-5
1972-ben vásárolt egy Minimoogot, majd megépítette saját analóg szekvenszerét, 1974-ben megalapította a Sequential Circuits céget és a termékét eladásra hirdette a Rolling Stone magazinban. 1977-ben már a Sequential-nél dolgozott teljes munkaidőben, majd még abban az évben megtervezte a Prophet 5-öt, a világ első mikroprocesszor által vezérelt hangszerét és egyben az első programozható polifónikus szintetizátort. Ez az innováció döntő előrelépést jelentett a szintetizátorok tervezésének és funkcionalitásaiknak terén. A Sequential a korszak egyik legsikeresebb szintetizátorgyártója lett.

### MIDI
1981-ben Smith elhatározta, hogy létrehoz egy univerzális, szabványos protokollt amely lehetővé teszi, hogy a világ hangszergyártóinak elektronikus hangszereit össze lehessen kapcsolni egymással. 1981-ben a Tom Oberheimmal és a Roland cég alapítójával és vezérigazgatójával, Kakehasi Ikutaróval való találkozást követően bemutatott egy tanulmányt az Univerzális Szintetizátor Interfész (Universal Synthesizer Interface, USI) ötletéről az Audio Engineering Society (AES) számára. Némi fejlesztés és átdolgozás után az új szabványt „Musical Instrument Digital Interface” (MIDI, magyarul: „Zenei Hangszerek Digitális Interfésze”) néven vezették be a Winter NAMM Show-n 1983-ban. Az új technológiát úgy mutatták be, hogy egy Sequential Circuits Prophet-600-at sikeresen csatlakoztattak egy Roland Jupiter-6-hoz és az egyik hangszerrel lehetett a másikat vezérelni. 1987-ben az AES szervezet tényleges tagjává választották a hangszintézis területén végzett kitartó munkájáért.
2005-ben Smith bekerült a Mix Foundation TECnology (Technical Excellence and Creativity) Hírességek Csarnokába a MIDI specifikáció kidolgozásának elismeréseként, 2013-ban pedig ő és Kakehasi Ikutaró (梯 郁太郎; Hepburn: Kakehashi Ikutarō) Technikai Grammy-díjat kaptak a MIDI technológia kifejlesztéséhez való hozzájárulásukért. A Guardian a 2022-es megemlékező cikkében úgy ír a MIDI-ről, hogy az olyan fontos lett a zenében, mint az USB a számítástechnikában és amely "egy kiemelkedő, együttműködésen és kölcsönös előnyökön alapuló rendszer, szemben napjaink technológiai óriáscégeinek monopolista gyakorlatával". Még 2022-ben is a Smith által tervezett eredeti MIDI szabványt használták.

### Yamaha, Korg és Seer
A Sequential után Smith a DSD, Inc., a Yamaha kutatási és fejlesztési részlegének elnöke volt, ahol fizikai modellező szintézissel és szoftverszintetizátor-koncepciókkal dolgozott. 1989 májusában elindította a Korg K+F csoportot Kaliforniában, amely azután az innovatív és kereskedelmileg sikeres Wavestation szintetizátort és egyéb technológiát gyártotta.
Smith ezután a Seer Systems elnökeként dolgozott és kifejlesztette a világ első PC-n futó szoftveres szintetizátorát. Ezt az Intel megbízásából készült szintetizátort Andy Grove mutatta be a Comdex vitaindító beszédében 1994-ben. Ennek a szoftverszintetizátornak a második generációja több mint 10 millió példányban kelt el annak eredményeként, hogy 1996-ban licenszelték a Creative Labs számára; ez volt a felelős a Creative Labs AWE 64 hangkártya szériájának 64 szólamából 32-ért.
1997-ben adták ki Smith szoftverszintetizátorának harmadik generációját, amelyet Reality névre kereszteltek. Smith volt a Reality vezető fejlesztője és ő írta az összes alacsony szintű optimalizált lebegőpontos hangszintézis kódot. A Reality 1998-ban elnyerte az Editors' Choice Award díját és megszerezte az Electronic Musician Magazine lehető legmagasabb értékelését.

### Dave Smith Instruments és a Sequential visszatérése
2002-ben Smith megalapította a Dave Smith Instruments nevű elektronikus-hangszergyártó céget. 2015-ben Smith visszaszerezte a Yamahától a Sequential név jogait és ezzel a márkanévvel kiadta a Prophet-6-ot. A Dave Smith Instruments 2018-ban felvette a Sequential nevet.

## Magánélete
Smith San Francisco-ban született, szülei Peter B. Smith és Lucretia Papagni Smith voltak. Édesapja szintén tősgyökeres San Francisco-i volt. Édesanyja olasz származású szőlőtermesztők és borkészítők leszármazottja volt, akik Fresno-ba emigráltak. Öt testvére volt. Smith édesapja 1972-ben hunyt el, édesanyja pedig 2021-ben.
Miután a Berkeley-ben befejezte a tanulmányait, Smith San Jose-ban élt és dolgozott az 1970-es években. Fizikailag aktív életet élt, részt vett az Ironman Világbajnokságon Hawaii-n és magas hegyeket mászott meg barátjával, Roger Linn-el — aki szintén az egyik úttörője volt a szintetizátorok fejlesztésének. Smith feleségül vette Denise White-ot, majd 1988-ban a kaliforniai borvidéken található St. Helena-ba költöztek. Két gyermekük volt, Haley és Campbell.
2022. május 31-én Smith szívroham következtében 72 évesen meghalt Detroit-ban, ahová azért utazott, hogy a Movement nevű elektronikus zenei fesztiválon vegyen részt.

## Díjai
- 2015: SEAMUS-díj[20]
- 2013. január: Technikai Grammy (Kakehasi Ikutaróval együtt) a MIDI megalkotásáért.
- 2012. szeptember: Keyboard Magazine Hall of Fame
- 2005. szeptember: Bekerülés TECnology (Technical Excellence and Creativity) Hall of Fame-be a Mix Foundation AES bemutatóján.
- 1987. október: Elnyerte az Audio Engineering Society (AES) ösztöndíját, amiért értékes hozzájárulást nyújtott a hangmérnöki ismeretek előmozdításához vagy terjesztéséhez, illetve gyakorlati alkalmazásának előmozdításához.[21]

## Fordítás
Ez a szócikk részben vagy egészben  a   Dave Smith (engineer) című angol Wikipédia-szócikk ezen változatának fordításán alapul.  Az eredeti cikk szerkesztőit annak laptörténete sorolja fel. Ez a jelzés csupán a megfogalmazás eredetét és a szerzői jogokat jelzi, nem szolgál a cikkben szereplő információk forrásmegjelöléseként.

### Interjúk
- Interjú Dave Smith-el, NAMM Oral History Library, Jan 2005 (angolul)
- "Dave Smith In His Own Words", Francis Preve, Keyboard Magazine, Jul 2012 (angolul)
- Dave Smith: Sequential Circuits, Korg, Yamaha, soft synths, and his new Evolver synths., Gearwire.com, 2006 (angolul)
- Dave Smith: The father of MIDI Mac Music, Oct 2003 (angolul)
- Interview With Dave Smith KVR (angolul)
- Episode 20 : Music Tech Pioneers III : Sequential Circuits : Rise, Fall, Return! DAWbench Radioshow, May 2022 (angolul)

### Egyebek
- Sequential